# توزلا
توزلا (به بوسنیایی: Tuzla) یک شهر در شمال شرقی بوسنی و هرزگوین است.

## جغرافیا
این شهر مرکز استان توزلا و کلان‌شهر توزلا است.
توزلا پس از سارایوو و بانیا لوکا سومین شهر بزرگ بوسنی و هرزگوین است.
نام «توزلا»، در اصل واژه‌ای ترکی برای سنگ نمک است و اشاره به وجود رسوبات نمک گسترده‌ای دارد که در بخش زیرین شهر قرار دارد. این شهر دارای تنها دریاچه نمک اروپا است که به‌عنوان بخشی از پارک مرکزی‌اش به شمار می‌رود و سالانه حدود ۱۰۰٬۰۰۰ گردشگر را به خود جلب می‌کند.

## تاریخچه
قدمت تاریخی شهر به سال ۱۵۱۰ هنگامی که توزلا یک قرارگاه نظامی ترکی بود، برمی‌گردد. در طول سدهٔ نوزدهم میلادی، زیر سلطه امپراتوری اتریشی-مجاری بود و در سال ۱۹۱۸ رسماً به یوگسلاوی پیوست.

## جمعیت
در زمان سرشماری سال ۱۹۹۱، این شهر دارای ۱۳۱٬۰۰۰ نفر جمعیت بود. اما به سبب هجوم پناهندگان جنگ بوسنی، توزلا هم‌اکنون جمعیتی حدود ۱۸۰٫۰۰۰ نفر دارد.

### ساختار جمعیتی
در دهه ۱۹۹۰، ترکیب نژادی جمعیت ساکن در توزلا و حومه‌اش شامل حدود ۴۸٪ بوسنیایی، ۱۷٪ یوگوسلاو، ۱۵٪ کروات و ۱۵٪ صرب بوده‌است. 